# Maia Challenger
Il Maia Challenger, nome ufficiale Maia Open, è un torneo professionistico di tennis, giocato indoor su campi in terra rossa. Creato nel 1999, ha fatto parte dell'ATP Challenger Series fino all'edizione del 2002. Nel 2019 il torneo è stato ripristinato con il nome Maia Open all'interno dell'ATP Challenger Tour. Si gioca annualmente al Complexo de Ténis da Maia di Maia, un sobborgo di Porto in Portogallo.

## Albo d'oro

### Singolare
| Anno      | Campione             | Finalista            | Punteggio     |
| --------- | -------------------- | -------------------- | ------------- |
| 2024      | Damir Džumhur        | Francesco Passaro    | 6–3, 6–4      |
| 2023      | Nuno Borges          | Benoît Paire         | 6–1, 6–4      |
| 2022      | Luca Van Assche      | Maximilian Neuchrist | 3–6, 6–4, 6–0 |
| 2021 (2)  | Tseng Chun-hsin      | Nuno Borges          | 5–7, 7–5, 6–2 |
| 2021 (1)  | Geoffrey Blancaneaux | Tseng Chun-hsin      | 3–6, 6–3, 6–2 |
| 2020      | Pedro Sousa          | Carlos Taberner      | 6–0, 5–7, 6–2 |
| 2019      | Jozef Kovalík        | Constant Lestienne   | 6–0, 6–4      |
| 2018 2003 | Non disputato        | Non disputato        | Non disputato |
| 2002      | Victor Hănescu       | Óscar Hernández      | 6–1, 3–6, 6–3 |
| 2001      | Jarkko Nieminen      | Feliciano López      | 5–7, 6–3, 6–4 |
| 2000      | Andrea Gaudenzi      | Juan Ignacio Chela   | 3–6, 7–5, 6–1 |
| 1999      | Juan Carlos Ferrero  | Mariano Hood         | 6–3, 5–7, 6–3 |

### Doppio
| Anno      | Campioni                                 | Finalisti                                   | Punteggio         |
| --------- | ---------------------------------------- | ------------------------------------------- | ----------------- |
| 2024      | Théo Arribagé Francisco Cabral           | Kimmer Coppejans Sergio Martos Gornés       | 6–1, 3–6, [10–5]  |
| 2023      | Marco Bortolotti Andrea Vavassori        | Fernando Romboli Szymon Walków              | 6–4, 3–6, [12–10] |
| 2022      | Julian Cash Henry Patten                 | Nuno Borges Francisco Cabral                | 6–3, 3–6, [10–8]  |
| 2021 (2)  | Nuno Borges Francisco Cabral             | Piotr Matuszewski David Pichler             | 6–4, 7–5          |
| 2021 (1)  | Nuno Borges Francisco Cabral             | Gonçalo Oliveira Andrej Martin              | 6–3, 6–4          |
| 2020      | Zdeněk Kolář Andrea Vavassori            | Lloyd Glasspool Harri Heliövaara            | 6–3, 6–4          |
| 2019      | Andre Begemann Daniel Masur              | Guillermo García López David Vega Hernández | 7–6(2), 6–4       |
| 2018 2003 | Non disputato                            | Non disputato                               | Non disputato     |
| 2002      | Sebastián Prieto Sergio Roitman          | Paul Baccanello Todd Perry                  | 6–4, 6–4          |
| 2001      | Juan Ignacio Carrasco Djalmar Sistermans | Emanuel Couto Bernardo Mota                 | 7–5, 3–6, 7–5     |
| 2000      | Tomáš Cibulec Leoš Friedl                | Petr Pála Pavel Vízner                      | 6–3, 4–6, 6–4     |
| 1999      | Mariano Hood Sebastián Prieto            | Emanuel Couto Bernardo Mota                 | 6–2, 6–0          |